# Kattegat
Kattegat (švedski i danski: Kattegatt) je morski tjesnac koji razdvaja teritorij Danske i Švedske te zajedno sa Skagerrakom na sjeveru povezuje Sjeverno i Baltičko more. Površina područja je oko 30 000 km². Ograničen je poluotokom Jyllandom na zapadu, otocima Danskoga tjesnaca i Baltičkim morem na jugu te pokrajinama Bohuslän, Västergötland, Halland i Skåne u Švedskoj na istoku. Baltičko more se ulijeva u Kattegat kroz danske prolaze. Nastavak je Skagerraka i geografski se može smatrati zaljevom Sjevernoga mora, no tradicionalno se smatra neovisnim morskim područjem.
Morsko dno Kattegata je prilično plitko i može biti vrlo teško i opasno za plovidbu zbog mnogih pješčanih pličina, kamenih grebena i promjenjivih morskih struja. U moderno su doba prokopani umjetni kanali u morskome dnu, mnogi su grebeni i pličine uklonjeni jaružanjem i ispumpavanjem pijeska, a postavljena je i dobro razvijena mreža svjetlosne signalizacije kako bi se zaštitio vrlo gust međunarodni promet na ovoj maloj morskoj površini.
Na oboalama Kattegata smješteno je nekoliko velikih gradova i glavnih luka, najvažniji od kojih su Göteborg, Aarhus, Aalborg, Halmstad i Frederikshavn.

## Geografija
Prema definiciji utvrđenoj u konvenciji iz 1932. koju su potpisale Danska, Norveška i Švedska (registrirana u nizu ugovora Lige naroda 1933. – 1934.), sjeverna granica između Kattegata i Skagerraka nalazi se na najsjevernijoj točki Skagena na Jyllandu, a južna granica prema Øresundu nalazi se na vrhu poluotoka Kullen u Skåneu.
Glavni vodeni tokovi koji se ulijevaju u Kattegat su rijeke Göta älv u Göteborgu, Lagan, Nissan, Ätran i Viskan u pokrajini Halland na švedskoj obali te rijeka Gudenå na Jyllandu u Danskoj.
Glavni otoci Kattegata su Samsø, Læsø i Anholt. Potonja dva zbog svoje relativno suhe klime pripadaju „danskom pustinjskom pojasu”.
Brojna značajna obalna područja graniče s Kattegatom, poput prirodnog rezervata Kullaberg u Skåneu u Švedskoj, koji sadrži brojne rijetke vrste i slikovitu stjenovitu obalu, grad Mölle, koji ima slikovitu luku i pogled na Kullaberg i Skagen na sjevernom kraju Danske.
Od 1950-ih se razmatra projekt izgradnje mosta preko Kattegata koji se obično naziva Kattegatbroen (hrv. „kattegatški most”) koji bi trebao povezati Jutland i Zeland. Od kasnih 2000-ih nekoliko utjecajnih političara u Danskoj ponovno je zainteresiralo javnost za ostvarenjem projekta. Most se obično zamišlja kao poveznica Hova (sela južno od Oddera u području Aarhusa) i Kalundborga.

## Opseg
Međunarodna hidrografska organizacija definira granice „Kattegata, Sunda i Beltova” (to jest Kattegat, Øresund, Veliki Belt i Mali Belt) na sljedeći način:

## Etimologija
Prema Den Store Danske Encyklopædi i Nudansk Ordbog, ime potječe od nizozemskih riječi katte („mačka”) i gat („kapija, prolaz”), što je kasnosrednjovjekovni navigacijski žargon u kojem su kapetani hanzeatskih trgovačkih flota uspoređivali danske tjesnace s toliko tijesnim prolazom da bi zbog brojnih grebena i plićaka čak i mački bilo teško proći kroz njega. U jednom povijesnom razdoblju širina plovnih voda iznosila je svega 3,84 km (2,07 nautičkih milja).
Arhaično ime i za Skagerrak i za Kattegat bilo je Norveško more ili Jutlandsko more (saga Knýtlinga spominje ime Jótlandshaf). Staro latinsko ime bilo mu je Sinus Codanus.

## Hidrologija i ekologija
Salinitet u Kattegatu ima izraženu dvoslojnu strukturu. Salinitet gornjeg sloja je između 18 ‰ i 26 ‰, a donji sloj odvojen jakim haloklinalom na oko 15 m ima salinitet između 32 ‰ i 34 ‰. Donji sloj čini vodena masa koja se slijeva iz Skagerraka sa salinitetom tipičnim za većinu drugih obalnih morskih voda, dok gornji sloj čini vodena masa koja se dolijeva iz Baltičkoga mora i ima mnogo niži salinitet usporediv s boćatom vodom, ali još uvijek viši od ostatka Baltičkog mora. Ova dva suprotna toka prenose višak vodene mase od 475 km³ godišnje od Baltika do Skagerraka. Za vrijeme jačih vjetrova slojevi u Kattegatu su na nekim mjestima potpuno izmiješani, primjerice oko Velikog Belta, pa je ukupni salinitet u ovom malom moru vrlo promjenjiv, što stvara jedinstvene uvjete za razvoj morskog života.
Hladni izvori, lokalno poznati kao „grebeni mjehurića” (dan. boblerev), nalaze se u sjevernom Kattegatu. Za razliku od hladnih izvora na većini drugih mjesta (uključujući Sjeverno more i Skagerrak), ovi se izvori u Kattegatu nalaze se na relativno malim dubinama, općenito između 0 and 30 m ispod površine. Smješteni su iznad nalazišta metana formiranog tijekom eemijskog razdoblja pleistocena, a tijekom mirnog vremena mjehurići se ponekad mogu vidjeti na površini vode. Karbonatna cementacija i litifikacija tvore do 4 metra visoke stupove s velikom bioraznolikošću. Zbog jedinstvenog statusa, Europska unija dodijelila je hladnim izvorima Kattegata status zaštićenog područja kao stanište Natura 2000 (tip 1180).

### Ekološki kolaps
Kattegat je 1970-ih bio pogođen rasprostranjenom anoksijom i bio je jedna od prvih zabilježenih morskih mrtvih zona kada su znanstvenici počeli proučavati kako su intenzivne industrijske aktivnosti utjecale na prirodni svijet. Otada su studije i istraživanja pružila mnogo uvida u procese kao što je eutrofikacija i kako se s njom nositi. Danska i EU pokrenule su skupe i dalekosežne domaće projekte kako bi zaustavile, popravile i spriječile ekološki destruktivne i ekonomski štetne procese od prvog akcijskog plana za vodeni okoliš 1985. do provedbe današnjeg četvrtog akcijskog plana. Akcijski planovi obuhvaćaju velik broj inicijativa i uključuju takozvane nitratne direktive. Akcijski planovi općenito se ocijenjeni uspješnim, iako posao nije završen i svi ciljevi još nisu u potpunosti ispunjeni.

## Zaštita okoliša
Zbog vrlo gustog pomorskog prometa i mnogih velikih obalnih gradova, Kattegat je od 2006. označen kao područje kontrole emisija sumpora. Od 1. siječnja 2016. referentna vrijednost za sumpor u gorivima snižena je na 0,1 %.
Nekoliko većih područja Kattegata označeno je kao zaštićeno područje Natura 2000 značajno za zaštitu slanih močvarnih područja u skladu s Ramsarskom konvencijom. Preostali veći grebeni zaštićeni su kao značajna mjesta za mriještenje i prehranu riba i morskih sisavaca te zaštitu  bioraznolikosti. 
Zaštićena područja na ovom području su:

#### Danska
- Grenen
- Zaljev Aalborg i područje plitkoga mora površine 1774 km².
- Travnata obalna područja na otoku Læsøu i grebeni južno od otoka
- Otok Anholt i more sjeverno od otoka.

#### Švedska
- Ušće rijeke Göta älv sjeverno od Göteborga važno je stanište za ptice tijekom sezone seoba.
- Otočje Vrångö (šve.: Vrångöskärgården), dio Göteborškog otočja je područje razmnožavanja morskih ptica i tuljana.
- Plitki Fjord Kungsbacka između Göteborga i Varberga zajedno sa slanim močvarama.
- Hovs Hallar
- Prirodni rezervat Kullaberg

## Galerija slika
- Vjetroelektrane na Kattegatu.
- Kroz Kattegat prolaze neki od najfrekventnijih pomorskih puteva.
- Značajniji pješčani plićaci i grebeni danas su označeni svjetlosnom signalizacijom.
- U blizini švedske obale u Kattegatu nalazi se je niz malih otoka.
- Švedska obala Kattegata uglavnom je kamenita, poput ove u Kullabergu.
- Cijela dužina danske obale Kattegata je pješčana ili šljunčana nez vidljivih stijena.